# Георги Жарков
Георги Жарков е български състезател по ски скокове.
Представлява България на зимните олимпийски игри в Солт Лейк Сити през 2002 година и на зимните олимпийски игри в Торино през 2006 година. В Солт Лейк Сити се класира 45-и на нормалната шанца и 39-и на голямата шанца, а в Торино е 51-ви на нормалната шанца и 44-ти на голямата.
Прави дебюта си на световното първенство в Тъндърбей през 1995 година. Слага край на кариерата си през 2006 година.

## Класирания за световната купа
| Сезон   | Място | Точки |
| ------- | ----- | ----- |
| 2001/02 | 280.  | 1     |
| 2004/05 | 164.  | 2     |